# Ouhorlík černokřídlý
Ouhorlík černokřídlý (Glareola nordmanni) je středně velký bahňák z čeledi ouhorlíkovitých.

## Popis
Podobá se ouhorlíku stepnímu (Glareola pratincola), od něhož se liší tmavšími křídly (v letu bez bílého zadního okraje), černou spodinou křídla, delšíma nohama a kratším ocasem (vsedě nepřesahuje špičky křídel); také černá kresba před okem je rozsáhlejší. Na rozdíl od ouhorlíka stepního hnízdí také na vlhkých a zarostlých místech. Výjimečně zalétl také do České republiky, kde byl zjištěn třikrát nebo čtyřikrát – v září 1951 u Ostravy-Heřmanic, v listopadu 1970 na rybnících u Lednice a v září 2023 u Majetína na Olomoucku.

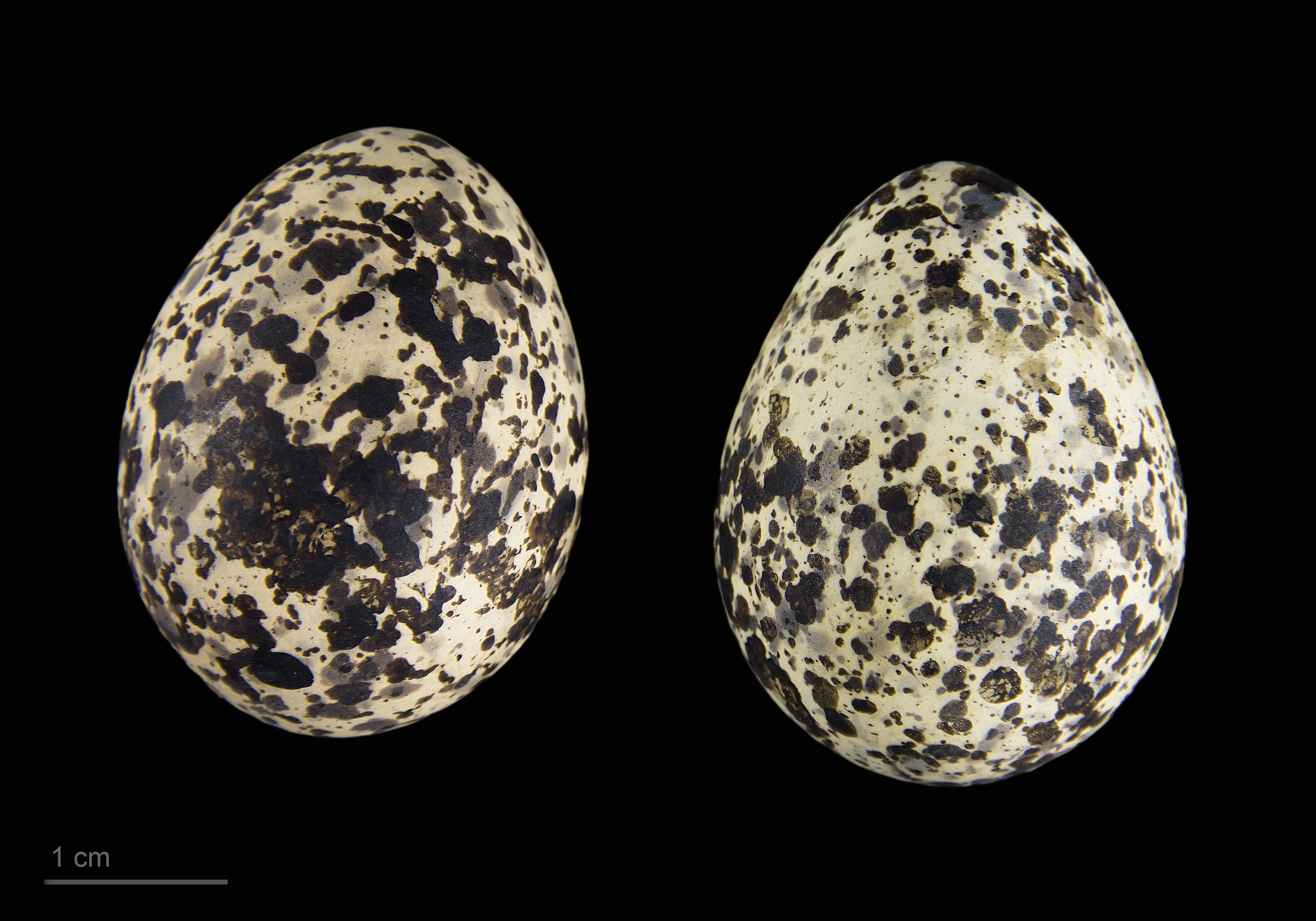
Vejce ouhorlíka černokřídlého (Glareola nordmanni)